# فورد ای‌ایکسپی
فورد ای‌ایکسپی (Ford EXP) خودرویی است که در سال‌های ۱۹۸۲ تا ۱۹۸۸در انتاریو، کانادا و ایالات متحده آمریکا تولید شده‌است. طراحی آن خودروهای موتور جلو-محور جلو بوده است. 